# Gorie
Gorie – miasto w Etiopii, w regionie Oromia. W 2010 liczyło 15 256 mieszkańców.